# 江夏詩織
江夏 詩織（えなつ しおり、1995年6月5日 - ）は、日本の女性ファッションモデル、女優、ミュージシャン。旧芸名は北山 詩織（きたやま しおり）。茨城県常陸太田市出身。フレイヴ エンターテインメント所属。

## 略歴
家族構成は父、母、妹が2人。中学生になった頃からモデル業に興味を持っていたが、勇気が出ずオーディションに応募できずにいた。そんな時に親戚の結婚式で初めて東京に行ったその帰りに、インフィニティーアベニューにスカウトされた。初仕事は2010年5月だった。
2010年、ファッション雑誌『Seventeen』の専属モデルオーディション「ミスセブンティーン」に応募者5,575人の中から阿部菜渚美、西野実見、三吉彩花、森川葵と共にグランプリに選ばれ、8月18日に東京都の両国国技館で開催された読者招待イベント「セブンティーン夏の学園祭」で、読者にお披露目された。
2011年、2012年度東レキャンペーンガールに選ばれる。
2015年2月28日発売の「Seventeen」2015年4月号をもって、同誌の専属モデルを卒業した。
2015年5月3日より、インターネットテレビいばキラTVで「北山詩織の旅写真 ~IBARAKI phototrip~」に出演。
2016年3月、the telephonesの石毛輝と岡本伸明を中心に、バンドlovefilmを結成。
2016年4月1日、芸名を江夏詩織に改名した
2019年12月、琹への改名を発表。2020年11月、約2年間の休業を経て活動を再開。

## 人物
趣味はピアノ演奏、読書、サイクリング、買い物。特技はバスケットボール、陸上競技（短距離）。

## 出演

### 映画
- ランウェイ☆ビート（2011年3月19日）
- 高速ばぁば（2013年7月27日） - 家永七海 役
- 劇場版　仮面ティーチャー（2014年2月22日） - 江夏千景 役
- イカれてイル？（2016年2月6日）
- 女子高（2016年4月9日） - 内田エリカ 役

### テレビドラマ
- キカナイトF（2012年8月3日、フジテレビ）
- 35歳の高校生（2013年4月 - 6月、日本テレビ）- 泉優奈 役
- REPLAY & DESTROY（2015年4月27日 - 6月15日、TBS）
- 恋仲 (2015年7月20日、フジテレビ) - 観客 役
- あの日見た花の名前を僕達はまだ知らない。（2015年9月21日、フジテレビ）
- やれたかも委員会 エピソード4「告白編」 (2018年5月21日（20日深夜）、MBS / 5月23日（22日深夜）、TBS）[15]- 原ゆり子 役

### バラエティ番組
- めざましテレビ（2011年4月 - 2012年3月、フジテレビ）- 「MOTTOいまドキ!」レギュラー
- ザ!世界仰天ニュース（2012年7月18日、日本テレビ）- 高校生スペシャル

### 配信
- 北山詩織の旅写真〜IBARAKI phototrip〜（2015年5月 - 、いばキラTV）

### 舞台
- 朗読劇 しっぽのなかまたち（2012年）演出：岡本貴也
- SOLID STAR プロデュースVol.2「ヨビコー！」（2014年10月22日 - 26日、六行会ホール）演出：白柳力
- ほしのこえ（2015年4月23日 - 2015年4月27日、CBGKシブゲキ!!）演出：拝田ちさと

### CM
- ミツカン「追いがつおつゆ」（2011年4月 - ）
  - プロの驚き 中華つけ麺篇
  - プロの驚き 和風梅つけ麺篇

### PV
- ケラケラ「友達のフリ」（2013年9月18日）
- THE TOKYO 「C'MON」（2015年8月5日）

## 書籍

### 写真集
- しーさん。（2014年3月25日、ワニブックス） ISBN 978-4847046384 [16]

### 雑誌連載
- Seventeen（2010年10月号 - 2015年4月号、集英社） - 専属モデル

### カタログ
- 京都きもの友禅 Promenade vol.8（2010年）

### 小説表紙
- 君に伝えて… First Kiss(2012年5月25日、集英社ピンキー文庫） - カバーモデル
- 君に伝えて… More Kiss（2012年6月22日、集英社ピンキー文庫） - カバーモデル
- 君に伝えて… Love&Kiss（2013年1月25日、集英社ピンキー文庫） - カバーモデル
- 君に伝えて… Love&Kiss&More（2013年2月22日、集英社ピンキー文庫） - カバーモデル
- 通学条件 〜君と僕の部屋〜（2014年12月25日、集英社ピンキー文庫） - カバーモデル